# Långhundra härad
Långhundra härad var ett härad i den mellersta delen av Uppland. Häradet är idag delat mellan tre kommuner – Norrtälje och Vallentuna kommun i Stockholms län samt Knivsta kommun i Uppsala län. Häradets totala areal uppgick till drygt 339 km² och befolkningen år 1910 till 5 019 invånare. Tingsställe var tidigt vid kyrkan i Gottröra socken för att i mitten av 1700-talet flytta till Lindberga, Närtuna socken. 1885 flyttade den till Kimsta därefter från 1912 till 1919 i Åshusby och 1920 till Stockholm.

## Geografi
I den nordvästra delen av häradet kring Laggaån finns en flik av Uppsalaslätten som i hög grad är uppodlad, medan den östra delen snarare präglas av en mer skogbeklädd roslagsnatur. Långhundra härad gränsade i norr till Rasbo och Närdinghundra härader, i öster till Sjuhundra härad, i sydöst till Vallentuna härad, i söder till Seminghundra härad, i sydväst till Ärlinghundra härad och Åkers skeppslag samt i väster till Vaksala härad.
Den största tätorten är idag Kårsta belägen 48 km nordost om Stockholm

### Socknar
Långhundra härad bestod av sex socknar.
I nuvarande Knivsta kommun:
- Lagga
- Östuna
- Husby-Långhundra

I nuvarande Norrtälje kommun:
- Gottröra
- Närtuna

I nuvarande Vallentuna kommun:
- Kårsta

Före 1838 ingick även Garns socken i häradet vilken då uppgick i Össeby-Garns socken och Vallentuna härad.

## Historia
Långhundra härad var en del av det medeltida uppländska folklandet Attundaland. Namnet, som under 1300-talet skrevs som Langhundæri, kommer av det faktum att häradet till formen var just avlångt d.v.s. det långa hundaret/häradet.  Långhundra härad var beläget i centralbygderna i det uppländska kulturlandskapet och bygden har en lång historia med spår tillbaka i forntiden. Innan landhöjningen torrlagt landskapet fanns här fram till vikingatiden en segelled - Långhundraleden - som sträckte sig från Åkersberga vid Östersjön till Uppsala och som skar rakt igenom häradet. Vid Husby by låg en kungsgård och en marknadsplats, och spår finns även av att det här legat en hamn eller en bro vid leden och kanske till och med befästningar för att skydda bygden uppströms. Än idag kan man faktiskt paddla kanot längs delar av den gamla leden. 
Området har pekats ut som alternativ plats för Slaget vid Helgeå, där den danska kungen Knut den store, norske Olav den helige och svenske Anund Jakob lär ha drabbat samma år 1026. Den mest kända punkten i häradet är annars Mora stenar i Lagga socken mellan Knivsta och Uppsala där sveakungarna (och sedermera de svenska kungarna) från vendeltiden fram t.o.m. 1400-talet valdes och hyllades av upplänningarna, för att därefter rida Eriksgata och godkännas i de andra landsändarna.

## Län, fögderier, domsagor, tingslag och tingsrätter
Häradet har sedan 1715 hört till Stockholms län, innan dess Upplands län (1634-1639, 1648-1651, 1654-1714) och i perioderna däremellan till Stockholms län. 1971 övergick socknarna som nu ligger i Knivsta kommun, Lagga, Östuna och Husby-Långhundra socknar, till Uppsala län. Församlingarna i häradet tillhörde alla före 1 juli 1942 Uppsala stift, därefter tillhörde Kårsta socken/församling Stockholms stift medan övriga kvarstod i Uppsala stift. 
Häradets socknar hörde till följande fögderier:
- 1720-1881 Långhundra, Seminghundra och Ärlinghundra fögderi
- 1882-1917 Stockholms läns västra fögderi
- 1918-1931 Värmdö fögderi för Kårsta socken
- 1932-1945 Danderyds fögderi för Kårsta socken
- 1918-1945 Mellersta Roslags fögderi för övriga socknar
- 1946-1966 Mellersta Roslags fögderi för Kårsta socken
- 1946-1966 Svartsjö fögderi för övriga socknar
- 1967-1990 Täby fögderi för Kårsta socken
- 1967-1990 Norrtälje fögderi för Gottöra och Närtuna socknar
- 1967-1970 Sollentuna fögderi för Lagga, Östuna och Husby-Långhundra socknar
- 1971-1990 Uppsala fögderi för Lagga, Östuna och Husby-Långhundra socknar

Häradets socknar tillhörde följande domsagor, tingslag och tingsrätter:
- 1680-1884 Långhundra tingslag i
  - 1680 Sjuhundra, Lyhundra, Frötuna, Länna, Långhundra, Seminghundra, Vallentuna och Åkers häraders/skeppslags domsaga
  - 1681-1689 Långhundra, Lyhundra, Frötuna, Länna, Sjuhundra, Åker och Värmdö häraders/Skeppslags domsaga
  - 1689-1714 Seminghundra, Långhundra, Lyhundra, Vallentuna, Frötuna och Länna, Bro, Vätö och Väddö häraders/skeppslags domsaga
  - 1715-1718 Danderyds, Långhundra, Seminghundra, Vallentuna, Ärlinghundra, Åkers, Värmdö och Sollentuna härad/skeppslag domsaga
  - 1719-1770 Danderyds, Långhundra, Seminghundra, Vallentuna, Ärlinghundra, Åkers, Värmdö, Sollentuna och Färentuna häraders/skeppslags domsaga
  - 1771-1843 Seminghundra, Långhundra, Ärlinghundra och Färentuna häraders domsaga
  - 1844-1884 Långhundra, Seminghundra, Vallentuna och Ärlinghundra häraders domsaga, från 1879 benämnd Stockholms läns västra domsaga
- 1885-1970 Stockholms läns västra domsagas tingslag i Stockholms läns västra domsaga
- 1967-1970 Mellersta Roslags domsagas tingslag i Mellersta Roslags domsaga för Gottöra och Närtuna socknar

- 1971- Norrtälje tingsrätt och dess domsaga för områdena i Norrtälje kommun
- 1971- Uppsala tingsrätt och dess domsaga för områdena i Knivsta kommun
- 1971-1976 Stockholms läns västra tingsrätt för områdena i Vallentuna kommun
- 1977-2007 Södra Roslags tingsrätt och dess domsaga för områdena i Vallentuna kommun
- 2007- Attunda tingsrätt och dess domsaga för områdena i Vallentuna kommun

### Webbkällor
- Nationella arkivdatabasen för uppgifter om fögderier, domsagor, tingslag och tingsrätter